# Museo de Escultura de Leganés

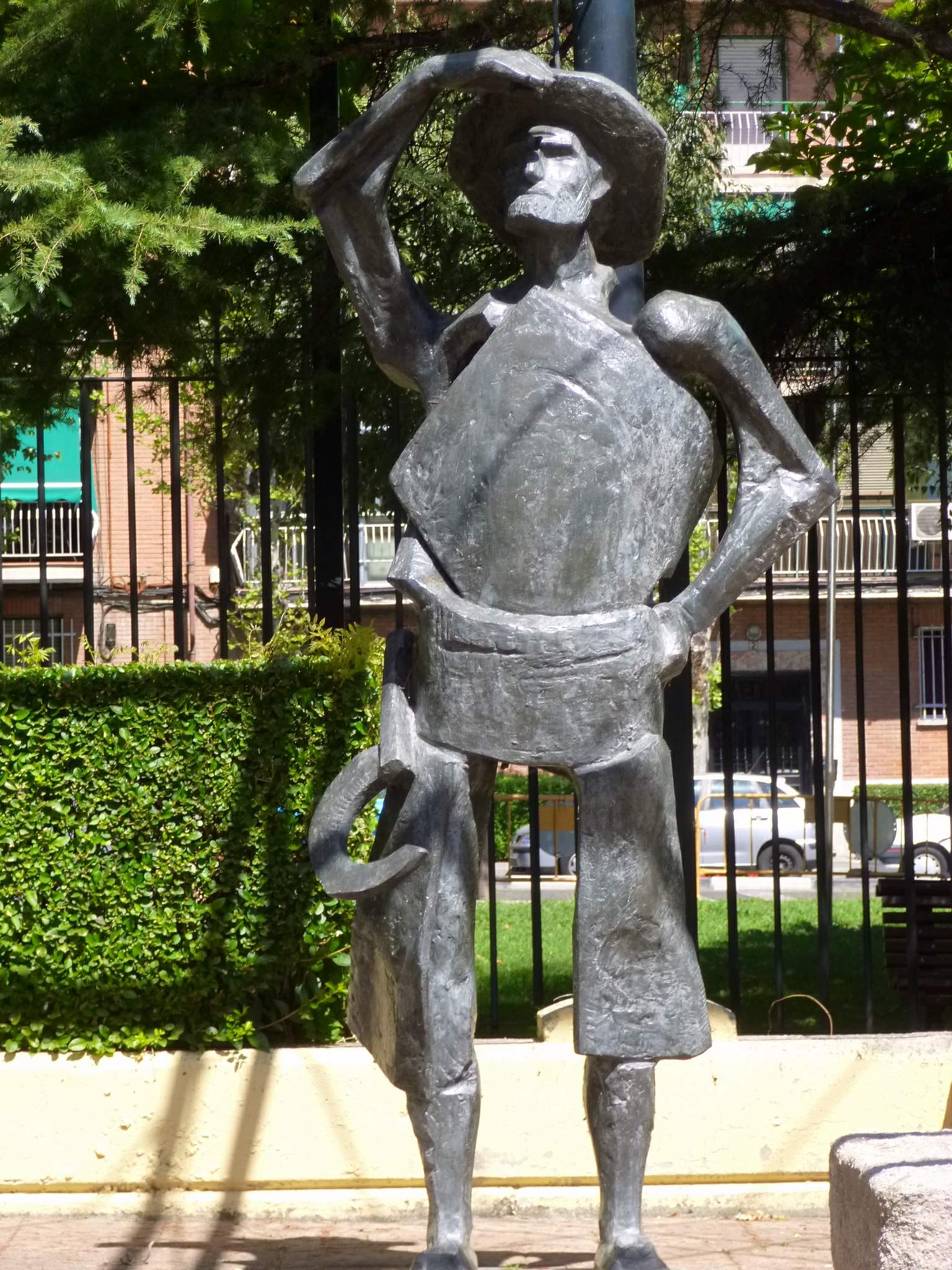
Museo de Escultura de Leganés.

Museo de Escultura de Leganés is een beeldenpark in het Parque de las Dehesilas in de stad Leganés (regio Madrid).

## Geschiedenis
Het initiatief tot stichting van het beeldenpark werd in 1984 door de gemeente Leganés genomen in samenspraak met een aantal kunstenaars, die de bereidheid toonden werken te schenken of in langdurige bruikleen te verstrekken. Het beeldenpark werd aangelegd op een terrein van 2,7 hectare. In 2000 werden afspraken gemaakt met het Museo Nacional Centro de Arte Reina Sofía (MNCARS) meerdere sculpturen uit de eigen collectie (afkomstig van het niet meer bestaande museum voor moderne kunst, het Museo Español de Arte Contemporáneo, alsmede van de afdeling moderne kunst van het Museo del Prado) aan het beeldenpark af te staan. In de huidige vorm werd het park in 2005 voor het publiek geopend.

## Collectie (selectie)
De beeldencollectie telt meer dan vijftig werken van Spaanse beeldhouwers :
- Francisco Barón : Silos (1970 en Esfera orgánica II (1970)
- Juan Bordes : Adan y Eva (1986)
- Teresa Equibar : Expansión (1980)
- Martín Chirino : Mediterránea III (1971)
- Amadeo Gabino : Apolo XVI (1971) en Bailarina (1949)
- Agustín Ibarrola : Satélite (2003)
- José Hernandez : Puerta del Aire (1995)
- Jorge Müller : Cruce de Caminos (1986) en Tres elementos (1986)
- José Noja : Stella (1999)
- Jorge Oteiza : Estudio para el desarrollo de una ciudad con árboles
- Miguel Piñar: Árbol de Goya (2002), Casa de la Luna (2003), Casa del Poeta (1999) en Casa del Sol (2003)
- José Luis Sánchez : Icaro (1997) en Zenón (1980)
- Susana Solano : Anna (1984)
- Ricardo Ugarte : Distorsión no. 6 (1973) en Estela. Homenaje a Antonio Viglione (1971)